# Aloe kahinii
Aloe kahinii ist eine Pflanzenart der Gattung der Aloen in der Unterfamilie der Affodillgewächse (Asphodeloideae). Das Artepitheton kahinii ehrt Dahir Riyale Kahin, den ehemaligen Präsident von Somaliland.

## Beschreibung

### Vegetative Merkmale
Aloe kahinii wächst kompakt, verzweigt und bildet kleine Gruppen. Die etwa 16 ausgebreiteten Laubblätter sind schmal lanzettlich-zugespitzt und an der Spitze leicht zurückgebogen. Die trüb graugrüne Blattspreite ist 22 Zentimeter lang und 4 Zentimeter breit. Die festen, braun gespitzten Zähne am Blattrand sind 3 Millimeter lang und stehen 5 bis 6 Millimeter voneinander entfernt. Der Blattsaft trocknet gelb.

### Blütenstände und Blüten
Der Blütenstand besteht aus bis zu fünf Zweigen und erreicht eine Länge von 40 bis 50 Zentimeter. Die fast dichten, zylindrischen Trauben sind bis zu 15 Zentimeter lang. Die Brakteen weisen eine Länge von 14 Millimeter auf und sind 3 bis 4 Millimeter breit. Die zylindrischen, trüb scharlachroten Blüten stehen an 13 Millimeter langen Blütenstielen. Die Blüten sind 30 Millimeter lang. Auf Höhe des Fruchtknotens weisen die Blüten einen Durchmesser von 4 bis 5 Millimeter auf. Ihre äußeren Perigonblätter sind auf einer Länge von 10 Millimetern nicht miteinander verwachsen. Die Staubblätter und der Griffel ragen 3 Millimeter aus der Blüte heraus.

## Systematik und Verbreitung
Aloe kahinii ist in Zaire in Spalten auf Granitvorkommen in Höhen von etwa 2450 Metern verbreitet.
Die Erstbeschreibung durch Thomas A. McCoy und John Jacob Lavranos wurde 2007 veröffentlicht.

## Nachweise